# Satoshi Motoyama
Satoshi Motoyama (Tóquio, 4 de março de 1971) é um automobilista japonês. 

## Carreira

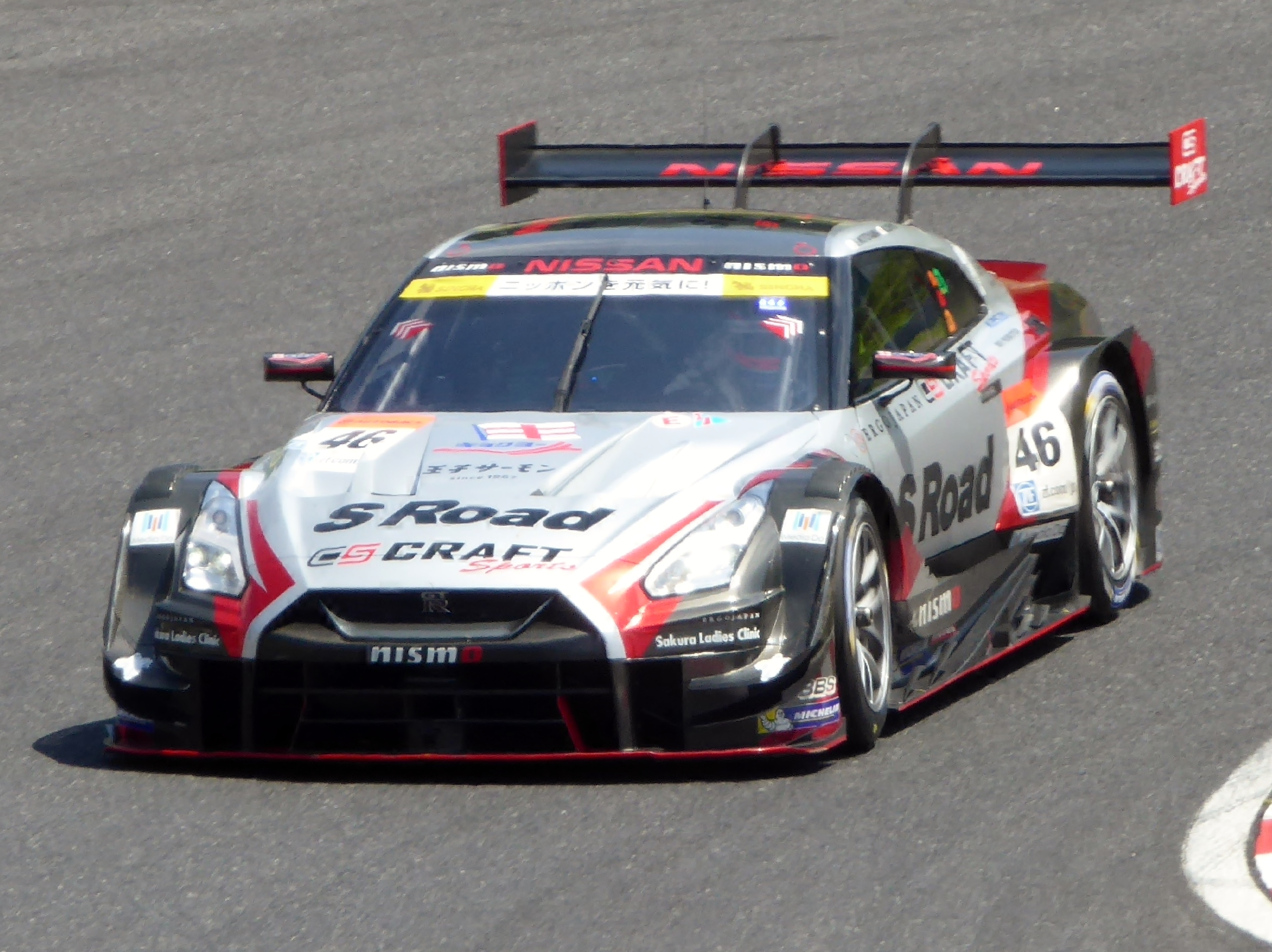
Motoyama na Super GT em 2017.

Considerado um dos principais pilotos de corrida do país do sol nascente, Motoyama correu na Fórmula Nippon entre 1996 e 2008, emplacando quatro títulos. Competiu também na Fórmula 3 japonesa, sem muito alarde.
Na Fórmula 1, Motoyama não chegou a correr, mas a equipe Jordan o convidou para ser piloto de testes na semana do GP do Japão, em 2003. Foi sua única experiência com um carro da categoria.
Desde 1996, ele corre no Super GT japonês e é um dos pilotos mais experientes deste campeonato. Sempre escudeiro dos times da Nissan na categoria, foi campeão por três vezes (duas delas consecutivas). Atualmente, está dirigindo o GT-R da equipe campeã de 2011 e 2012, a MOLA, com o compatriota Masataka Yanagida.